# Consoles de jogos eletrônicos de primeira geração
Na história dos consoles de videogame, a primeira geração compreende os consoles lançados entre os anos de 1972 e 1977, dentre os quais destacam-se o Magnavox Odyssey e o Pong, bem como o Coleco Telstar. Essa primeira geração se encerrou com a popularização do uso de microprocessadores nos aparelhos posteriores. Algumas características definidas dos consoles de 1ª geração inclui:
- Lógica do jogo digital baseada em transistor.
- Todo jogo é acompanhado em uma tela única e fixa.
- Objetos móveis (posteriormente referidos como sprites) aparentam ser linhas básicas, pontos ou quadradinhos de pixel.
- Gráficos e cores são monocromáticas (preto e branco sem tons de cinza).
- O som é gerado em forma de ondas quadradas, contendo um ou nenhum canal independente.
- Ausência de conteúdos da segunda geração como: a lógica dos microprocessadores, cartuchos de ROM, tela dividida para janelas e cada jogador, tecnologia de sprites, mais de um canal independente de som, e mais cores na tela.

## História
O engenheiro de televisão Ralph Baer concebeu a ideia de uma televisão interativa ao construir um aparelho a partir do zero para a empresa Loral em 1951 no Bronx, Nova Iorque. Ele explorou mais estas ideias em 1966, quando era o Engenheiro Chefe e gerente da Divisão de Design de Equipamentos na empresa Sanders Associates. Baer criou um protótipo de videogame simples de dois jogadores que podia ser exibido em aparelho de televisão padrão chamado Chase, onde dois pontos perseguiam um ao outro na tela. Após uma demonstração ao diretor de R&D da companhia, Herbert Campman, algum fundo foi designado e o projeto foi dado como "oficial". Em 1967, Bill Harrison entrou a bordo, e uma pistola de luz foi construída a partir de um rifle de brinquedo que foi mirado em um alvo movimentado por outro jogador.
Bill Rusch juntou-se ao projeto para acelerar o desenvolvimento e em pouco tempo um terceiro ponto controlado pela máquina foi usado para criar um jogo de ping-pong. Com mais fundos, jogos adicionais foram criados, e Baer teve a ideia de vender o produto à companhias de TV à cabo, que poderiam transmitir imagens estáticas como planos de fundo de jogos. Um protótipo foi demonstrado em fevereiro de 1968 para o Vice-Presidente da Teleprompter, Hubert Schlafly, que assinou um acordo com a Sanders. A indústria de TV a cabo estava sofrendo uma queda durante o final dos anos 60 e início dos 70 e uma falta de fundos significava que outros caminhos tinham que ser trilhados. O desenvolvimento do hardware e jogos continuou resultando no protótipo final "Brown Box", que tinha dois controladores, uma pistola de luz e dezesseis interruptores no console que selecionavam o jogo. Baer abordou vários fabricantes de televisão americanos e um acordo foi eventualmente assinado com a Magnavox no final de 1969. As principais alterações no Magnavox em relação ao Brown Box foram o uso de circuitos plugados para alterar os jogos e a remoção da capacidade de gerar gráficos coloridos em favor do uso de sobreposições de cor na tela da televisão para reduzir custos de produção. Ele foi lançado em 1972 como Magnavox Odyssey.

## Galeria dos consoles da primeira geração
- Magnavox Odyssey (1972)
- Pong (1975)
- Coleco Telstar (1976)
- Binatone TV Master (1976)
- Nintendo Color TV Game (1977)